# Punta Pingüino (Bahía Moreno)
La punta Pingüino (en inglés: Penguin Point) es un cabo ubicado en el suroeste de la isla Gran Malvina en las islas Malvinas, que marca la entrada norte a la bahía Moreno, en la bahía San Julián. Se localiza en el extremo de la península Reina. Existe otra punta del mismo nombre en el noroeste de la isla, cerca de la punta Esperanza, y otra en una de las entradas del seno de Borbón.